# Ichneumon americanicolor
Ichneumon americanicolor är en stekelart som beskrevs av Heinrich och Gupta 1957. Ichneumon americanicolor ingår i släktet Ichneumon och familjen brokparasitsteklar. Inga underarter finns listade i Catalogue of Life.